# Ultrasaurus
Ultrasaurus („ohromný ještěr“) byl rod středně velkého sauropodního dinosaura, popsaného paleontologem Haang Mook Kimem v roce 1983 z Jižní Koreje (lokalita Bong-am, Tabri). V současnosti není o tomto taxonu z období pozdní spodní křídy (stupeň alb, asi před 110 až 100 miliony let) známo mnoho informací a mnoha paleontology je označován za nomen dubium (pochybné vědecké jméno). Byly objeveny pouze fragmenty jeho kostí, kost pažní a dorzální obratle.

## Historie
Kim pojmenoval tohoto dinosaura (exemplář s kat. ozn. DGBU-1973) na základě přesvědčení, že dosahoval stejně obřích rozměrů, jako severoamerický gigant „Ultrasaurus“, což bylo neformální jméno pro domnělého obřího sauropoda ze souvrství Morrison. Důvodem byl fakt, že si spletl kost pažní (humerus) s kost kostí loketní (ulnou). „Ultrasaurus", objevený v 70. letech 20. století v lokalitě Dry Mesa Quarry v Coloradu, však rovněž ve skutečnosti neexistoval.
Paleontolog James A. Jensen spojil dohromady nesouvisející části kostry sauropodů druhu Supersaurus vivianae a Brachiosaurus altithorax. V roce 1991 tuto chiméru oficiálně pojmenoval „Ultrasaurus“, později se ale ukázalo, že podobný sauropod nikdy neexistoval (Jensen se mylně domníval, že mohl být dlouhý 36 metrů, vysoký asi 21 metrů a vážil kolem 180 tun). Jméno Ultrasaurus nicméně zůstalo jako oficiální platné označení menšího jihokorejského sauropoda, o němž zatím není mnoho informací.

### Česká literatura
- SOCHA, Vladimír (2021). Dinosauři – rekordy a zajímavosti. Nakladatelství Kazda, str. 37.